# Спрут-2
«Спрут-2» — продолжение итальянского сериала о мафии «Спрут». Мини-сериал состоит из шести эпизодов, режиссёр Флорестано Ванчини. Впервые был показан с 13 по 20 января 1986 года на 1-м канале RAI.

## Сюжет
Бывший комиссар полиции Коррадо Каттани находится в Швейцарии вместе с женой Эльзой и дочерью Паолой, проходящей лечение в психиатрической клинике после похищения и изнасилования. К нему приезжает полковник Этторе Феретти. Он призывает Каттани присоединиться к нему в борьбе с созданной профессором Лаудео тайной организацией «Итала», состоящей из высокопоставленных лиц, убеждая Каттани в её опасности для страны. Но Каттани ничто не интересует, кроме здоровья дочери, кроме того он принимает Феррети за карьериста, пытающегося свалить своего начальника, покровителя Каттани, Себастьяна Каннито. Между тем в Риме убит судья Бордонаро, а на Сицилии убит комиссар Альтеро, как раз тогда, когда им удаётся найти неопровержимые доказательства по крупному делу, которое Каттани вынужден был оставить из-за шантажа, связанного с похищением дочери. Каттани вынужден вновь вернуться к работе, но тут происходит трагедия: Паола в состоянии душевного потрясения, вызванного конфликтом родителей, невольным свидетелем которого она оказалась, предпринимает попытку побега из клиники и попадает под колёса автомобиля. После отпевания Эльза говорит, что увезёт тело дочери с собой во Францию, и обвиняет супруга в её гибели.
Вернувшись на Сицилию, Каттани попадает в ловушку мафии и оказывается в тюрьме по ложному обвинению в убийстве банкира Раванузы. Зеки жестоко избивают Каттани, комиссару удаётся послать весточку графине Ольге Камастре. Она понимает, что комиссар не проживёт долго и убеждает Терразини ему помочь. Терразини берёт на себя защиту Каттани, после чего зеки немедленно оставляют его в покое. Каттани приходится дать обещание прекратить расследование и немедленно покинуть Сицилию после чего Терразини находит свидетеля, полностью обеляющего Каттани. Вернувшись в Рим, Каттани возвращается на работу в спецслужбу к Каннито. Притворяясь благодарным другом мафии, Каттани добровольно возвращает адвокату Терразини имеющийся у него компромат. Мафия привлекает Каттани к работе над готовящейся крупной сделке с американским бизнесменом Фрэнком Карризи, собирающимся открыть в Италии электронный завод. Каттани соглашается с предложением Феретти и начинает тайно собирать компромат на мафию, в этом ему помогает и роман с графиней Камастрой, через которую он получает информацию о мафиозных кругах.
Феретти погибает от рук мафии, оставив Каттани значительный компромат, прежде всего на начальника Каннито. Используя полученный компромат, Каттани способствует разжиганию войны между двумя мафиозными группировками, что в конце концов приводит к публичному разоблачению Каннито, который кончает жизнь самоубийством. Каннито, когда-то честный человек и покровитель Каттани, раскаивается перед смертью и передаёт Каттани список членов организации «Итала», но информация оказывается зашифрованной. Профессор Лаудео, отвечавший за связи мафии с политиками, вынужден бежать, но перед побегом он продаёт ключ к шифру банкиру Николе Сорби. Сорби шантажирует нескольких членов организации. Каттани выслеживает его любовницу Эллис, приводящую его в швейцарский город Хорген, где скрывается Сорби. Каттани убеждает банкира отдать ему ключ, в обмен на 48-часовую фору во времени, он успевает распечатать список и покинуть виллу, буквально перед самым прибытием туда боевиков мафии.
Терразини находит Каттани в доме его жены Эльзы. Адвокат предлагает Каттани продать ему ключ, но комиссар отвечает, что уже опубликовал этот список. Каттани и Эльза посещают могилу своей дочери и решают начать всё сначала. Однако боевики мафии нападают на него средь бела дня. Эльза прикрывает раненого мужа своим телом и умирает на руках Каттани.
Каттани на судебном процессе над Лаудео, Терразини и Камастрой произносит речь перед дачей показаний. Он заявляет, что свидетельствует от лица всех погибших от мафии, в том числе его жены и дочери, и надеется на справедливый приговор суда.

## Роли исполняют
В скобках указаны актёры впервые озвучившие сериал для Центрального телевидения СССР.
- Микеле Плачидо — комиссар Коррадо Каттани (озвучивает Александр Белявский)
- Ренато Мори — комиссар Джузеппе Альтеро (озвучивает Борис Быстров)
- Ренато Чекетто — судья Акиле Бордонаро (озвучивает Герман Коваленко)
- Флоринда Болкан — графиня Ольга Камастра (озвучивает Наталья Защипина)
- Мартин Болсам — Фрэнк Карризи (озвучивает Александр Хотченков)
- Жак Дакмин — Себастьяно Каннито (озвучивает Всеволод Ларионов)
- Каридди Нардулли — Паола, дочь комиссара Каттани (озвучивает Людмила Гнилова)
- Николь Жаме — Эльза Каттани, жена Коррадо (озвучивает Наталья Защипина)
- Поль Гер — профессор Джанфранко Лаудео (озвучивает Александр Белявский)
- Франсуа Перье — адвокат Терразини (озвучивает Владимир Герасимов)
- Даниэль Чеккальди — банкир Никола Сорби (озвучивает Борис Кумаритов)
- Серджо Фантони — полковник Этторе Феретти (озвучивает Борис Кумаритов)
- Виктор Кавалло — журналист Альваро Маурилли (озвучивает Александр Хотченков)
- Лара Вендель — Элис, подруга банкира Сорби
- Бруно Ди Луйя — первый киллер
- Марко Аурели — второй киллер

## Создатели
- Автор сценария: Эннио де Кончини
- Режиссёр-постановщик: Флорестано Ванчини
- Оператор: Себастиано (Нино) Челесте[итал.]
- Композитор: Эннио Морриконе
  - Римский симфонический оркестр
  - Дирижёр: Эннио Морриконе
- Продюсеры: Клаудия Алоизи, Бруно Турчетто

| Мини-сериал                                    | 1    | 2    | 3    | 4    | 5    | 6    | 7    | 8    | 9    | 10   |
| ---------------------------------------------- | ---- | ---- | ---- | ---- | ---- | ---- | ---- | ---- | ---- | ---- |
| Год выхода                                     | 1984 | 1986 | 1987 | 1989 | 1990 | 1992 | 1995 | 1997 | 1998 | 2001 |
| Серий                                          | 6    | 6    | 7    | 6    | 5    | 6    | 6    | 2    | 2    | 2    |
| Всего минут                                    | 384  | 384  | 430  | 600  | 522  | 600  | 627  | 220  | 220  | 200  |
| режиссёр Дамиано Дамиани                       | +    |      |      |      |      |      |      |      |      |      |
| режиссёр Флорестано Ванчини                    |      | +    |      |      |      |      |      |      |      |      |
| режиссёр Луиджи Перелли                        |      |      | +    | +    | +    | +    | +    |      |      | +    |
| режиссёр Джакомо Баттиато                      |      |      |      |      |      |      |      | +    | +    |      |
| Микеле Плачидо / Коррадо Каттани               | +    | +    | +    | +    |      |      |      |      |      |      |
| Патрисия Милларде / Сильвия Конти              |      |      |      | +    | +    | +    | +    |      |      | +    |
| Витторио Меццоджорно / Давиде Ликата           |      |      |      |      | +    | +    |      |      |      |      |
| Рауль Бова / Джанни Бреда / Карло Аркути       |      |      |      |      |      |      | +    | +    | +    |      |
| Ремо Джироне / Тано Каридди                    |      |      | +    | +    | +    | +    | +    |      |      | +    |
| Брюно Кремер / Антонио Эспиноза                |      |      |      | +    | +    | +    |      |      |      |      |
| Николь Жаме / Эльза (Эльзе) Каттани            | +    | +    |      |      |      |      |      |      |      |      |
| Каридди Нардулли / Паола Каттани               | +    | +    |      |      |      |      |      |      |      |      |
| Франсуа Перье / адвокат Терразини              | +    | +    | +    |      |      |      |      |      |      |      |
| Флоринда Болкан / Ольга Камастра               | +    | +    |      |      |      |      | +    |      |      |      |
| Ренато Мори / Джузеппе Альтеро / дон Альбанезе | +    | +    |      |      |      |      |      |      | +    |      |
| Ана Торрент / Мария Каридди                    |      |      |      |      | +    | +    |      |      |      |      |